# Hoffmannia congesta
Hoffmannia congesta är en måreväxtart som först beskrevs av Oerst., och fick sitt nu gällande namn av John Duncan Dwyer. Hoffmannia congesta ingår i släktet Hoffmannia och familjen måreväxter.
Artens utbredningsområde är Costa Rica. Inga underarter finns listade i Catalogue of Life.